# Lista de minisséries da TV Cultura
As minisséries da TV Cultura estão relacionadas nesta lista, que apresenta: data de início, data do final e quantidade de capítulos das minisséries da TV Cultura. 

## Minisséries em ordem de exibição

### Década de 1990
| # | Início                | Termino               | Título                  | Cap. | Autoria         | Diretor         | Ref.  |
| - | --------------------- | --------------------- | ----------------------- | ---- | --------------- | --------------- | ----- |
| 1 | 17 de janeiro de 1995 | 20 de janeiro de 1995 | Sombras de Julho        | 03   | Julia Altberg   | Marco Altberg   | [ 1 ] |
| 2 | 1996                  | 1996                  | Zumbi, Rei dos Palmares | -    | Walter Avancini | Walter Avancini | [ 2 ] |

### Década de 2000
| # | Início                | Termino               | Título                             | Cap. | Autoria                                      | Diretor                | Ref.  |
| - | --------------------- | --------------------- | ---------------------------------- | ---- | -------------------------------------------- | ---------------------- | ----- |
| 3 | 2009                  | 2009                  | O Louco dos Viadutos               | -    | Eliane Caffé Christine Röhrig Alvise Camozzi | Eliane Caffé           | [ 3 ] |
| 4 | 10 de maio de 2009    | 31 de maio de 2009    | Além do Horizonte                  | 04   | Ivam Cabral                                  | Rodolfo Garcia Vazquez | [ 4 ] |
| 5 | 7 de junho de 2009    | 28 de junho de 2009   | Unidos do Livramento               | 04   | Renata Pallottini                            | Maucir Campanholi      | [ 5 ] |
| 6 | 5 de julho de 2009    | 26 de julho de 2009   | O Amor Segundo Benjamin Schianberg | 04   | Maurício Paroni de Castro                    | Beto Brant             | [ 6 ] |
| 7 | 2 de agosto de 2009   | 23 de agosto de 2009  | João Miguel                        | 04   | Renata Pallottini                            | André Garolli          | [ 7 ] |
| 8 | 1 de setembro de 2009 | 4 de setembro de 2009 | Trago Comigo                       | 04   | Thiago Dottori                               | Tata Amaral            | [ 8 ] |

### Década de 2020
| # | Início                 | Termino                | Título         | Cap. | Autoria             | Diretor                | Ref.  |
| - | ---------------------- | ---------------------- | -------------- | ---- | ------------------- | ---------------------- | ----- |
| 9 | 07 de setembro de 2022 | 21 de dezembro de 2022 | Independências | 16   | José Antônio Severo | Luiz Fernando Carvalho | [ 9 ] |